# 豆列当
豆列当（学名：Mannagettaea labiata）为列当科豆列当属下的一个种。